# Меле (Кунео)
Меле (итал. Melle) је насеље у Италији у округу Кунео, региону Пијемонт.
Према процени из 2011. у насељу је живело 203 становника. Насеље се налази на надморској висини од 695 м.

## Становништво
Према резултатима пописа становништва 2011. у општини је живело 326 становника.
| 1936. | 1951. | 1961. | 1971. | 1981. | 1991. | 2001. | 2011. |
| ----- | ----- | ----- | ----- | ----- | ----- | ----- | ----- |
| 1.808 | 1.449 | 1.109 | 752   | 552   | 455   | 364   | 326   |